# Henricus Hamilton
Henricus Josephus Hamilton (Oostende, 11 september 1821 – Mariakerke, 30 januari 1900) was een Belgisch politicus.
In 1863 werd hij voor enkele maanden burgemeester van Mariakerke. In 1888 werd hij opnieuw benoemd. Ditmaal behield hij het mandaat 3 jaar. 
Hamilton huwde in 1848 met Maria Louise Verkarre. Zijn echtgenote overleed in 1862 en hij hertrouwde in 1865 met Suzanne Francisca Tratsaert, dochter van de burgemeester van Middelkerke, Philippus Jacobus Petrus Tratsaert.

## Mandaten
- Burgemeester van Mariakerke (1863; 1888-1891)